# Безмолвие (фильм)
«Безмолвие» (англ. Speechless) — кинофильм, романтическая комедия. Вышел на экраны 16 декабря 1994 года. Был представлен к награде на премию «Золотой глобус» (Джина Дэвис, лучшая актриса в комедийной ленте).

## Сюжет
Джулия и Кевин влюбляются в друга ещё не зная, что оба являются спичрайтерами двух противоборствующих политиков. Это их рассорит, но в итоге сблизит ещё больше.

## В ролях
- Майкл Китон — Кевин Валлик
- Джина Дэвис — Джулия Манн
- Бонни Беделиа — Аннета
- Эрни Хадсон — Вентура
- Кристофер Рив — Боб Фрид по прозвищу «Багдад»
- Рэй Бэйкер — Гарвин
- Чарльз Мартин Смит — Кратц
- Гэйлард Сартэйн — Катлер
- Джоди Карлайл — Дорис Уинд